# Delfino Orsi
Delfino Maria Angelo Augusto Orsi, nobile dei conti (Torino, 7 luglio 1868 – Torino, 28 ottobre 1929) è stato un giornalista e politico italiano.